# Wilhelm Danneboom
Wilhelm Johann Adolf Friedrich Danneboom (* 12. April 1894 in Hamburg; † 12. April 1963 ebenda) war ein deutscher Maler, Glasmaler und Architekt.

## Leben
Wilhelm Danneboom war ein Sohn des Malers Adolf Danneboom und dessen Frau Hanne Dorothea Friedrike, geb. Schuld. Er studierte Malerei an der Kunstgewerblichen Lehranstalt, einer Vorgängerin der Hochschule für bildende Künste Hamburg, insbesondere bei Willy von Beckerath. Anfang der 1920er Jahre erhielt er erste Aufträge für monumentale Wandmalereien. Seine Motive gestaltete er geometrisch und „prismatisch zerlegt“. Mit Hilfe des Hamburger Programms Wandbilder in Hamburger Staatsbauten konnte er einen schon 1921 begonnenen Zyklus von Wandbildern im Versammlungsraum des damals zu den Alsterdorfer Anstalten gehörenden Mädchenheims Feuerbergstraße bis 1931 fertigstellen.
Danneboom, der religiöse Themen bevorzugte, betätigte sich auch als Glasmaler. Erhalten sind seine Glasfenster in der Lourdeskapelle in der Gemeinde Mittelberg in Vorarlberg.
Später war Danneboom als Architekt tätig. 1958/59 entwarf er den Neubau der Hamburger Öffentlichen Bücherhalle Mundsburg am Mundsburger Damm 42.

## Werke
- Wandbilder und Glasfenster im Festsaal des Mädchenheims Feuerbergstraße, 1938 durch das Gemälde Ernte von Fritz Bley übermalt[4]
- Glasmalerei in der Lourdeskapelle (Mittelberg)